# Liste de médias à Belgrade
Voici une liste de médias situés à Belgrade, la capitale de la Serbie.

## Stations de Radio
- Radio Beograd
- Radio Beograd 202
- Radio B92
- Radio Index
- Radio Barajevo
- Radio Golf
- Radio Yugoslavia
- Radio Lazarevac
- Radio Novosti
- Radio Nostalgija
- Radio Pingvin
- Radio Politika
- Radio Top FM
- Radio S
- Radio Studio B
- City Radio
- Art Radio

## Chaînes de télévision
- Art TV
- Radio-télévision de Serbie
- TV B92
- Enter TV
- TV Kanal D
- TV Košava
- TV Metropolis
- RTV Pink
- RTV Politika
- SOS Kanal
- TV Stankom
- TV Studio B
- Happy TV

## Sociétés de production TV
- Produkcijska Grupa Mreža
- Video nedeljnik VIN
- Advance
- DТV Production
- Total Magic

## Agences de presse
- Tanjug
- FoNet
- Beta
- Tiker

## Titres de presse écrite
- Politika
- Večernje novosti
- Blic
- Danas
- Glas javnosti
- Borba
- Ekspres Politika
- 24 sata
- Kurir
- Sport
- Sportski žurnal